# Euxoa tronellus
Euxoa tronellus là một loài bướm đêm thuộc họ Noctuidae. Loài này có ở miền tây North Dakota và South Dakota, phía tây ngang qua miền nam Saskatchewan và đông nam Alberta to Washington, phía nam đến miền nam California và miền bắc New Mexico.
Sải cánh dài 32–36 mm. Con trưởng thành bay từ tháng 8 đến tháng 9 tùy theo địa điểm.